# Ivan Toney
Ivan Benjamin Elijah Toney (født 16. marts 1996) er en engelsk professionel fodboldspiller, som spiller for Saudi Pro League-klubben Al-Ahli og Englands landshold.

## Klubkarriere

### Northampton Town
Toney begyndte sin karriere med sin lokalklub Northampton Town. Han debuterede for førsteholdet i november 2012, og blev hermed den yngste spiller nogensinde til at spille for klubben.

### Newcastle United
Efter at have imponeret siden sit gennembrud på førsteholdet hos Northampton, skiftede Toney i august 2015 til Newcastle United.

#### Lejeaftaler
Det lykkedes ikke Toney at bryde igennem hos Newcastle, og han tilbragte i sin tid hos klubben lejeaftaler hos flere klubber i de engelske rækker.

### Peterborough United
Toney skiftede i august 2018 til Peterborough United på en fast aftale. Toney etablerede sig med det samme hos 'The Posh', og imponerede med sin målscoring. Han blev i 2019-20 sæsonen kåret som årets spiller i League One, efter en sæson hvori han scorede 26 sæsonmål.

### Brentford
Toney skiftede i august 2020 til Brentford i en aftale, som gjorde ham til Peterboroughs dyreste salg nogensinde. Hans debutsæson i Brentford blev historisk, da han satte en ny rekord for flest mål scorede i en sæson i Championship, da han i maj 2021 scorede sit sæsonmål nummer 31.
Han scorede den 5. marts 2022 et hattrick imod Norwich City, og blev hermed den første Brentford spiller nogensinde til at score et hattrick i Premier League.
Hans bedste sæson med klubben var 2022-23, hvor han scorede 20 sæsonmål, men han blev i slutningen af sæsonen bandlyst som resultat af hans bettingsag. Han spillede den 20. januar 2024 sin første kamp efter at hans suspendering var afsluttet, og scoret på sin retur til fodbold.

### Al-Ahli
Toney skiftede i august 2024 til saudiarabiske Al-Ahli.

## Landsholdskarriere
Toney er af jamaicansk afstamning, og Jamaicas landshold havde flere gange forsøgt at overbevise ham om at skifte til dem. Han afviste dog alle forsøg, i håb om at spille for England.
Toney blev i september 2022 for første gang kaldt op til det engelske landshold til to UEFA Nations League-kampe. Toney kom dog ikke på banen i kampene. Han fik sin debut for Englands landshold den 26. marts 2023.

## Betting suspendering
Det engelske fodboldforbund annoncerede i november 2022, at man sigtede Toney for 232 brud på betting-reglerne i engelsk fodbold. Dette antal blev i december 2022 hævet til 262 brud. I maj 2023 blev Toney officielt bandlyst for fodbold i otte måneder, og givet en bøde på 50.000 pund. De havde oprindeligt ønsket en længere straf på 15 måneder, men efter at det blev konkluderet, at Toney ikke havde begået matchfixing, og efter at han fik en officiel diagnose på sin ludomani, var straffen blevet reduceret.

## Titler
Barnsley
- Football League Trophy: 1 (2015-16)

Wigan Athletic
- EFL League One: 1 (2017-18)

Individuelle
- Brentford Årets spiller: 1 (2020-21)
- EFL Championship Topscorer: 1 (2020-21)
- EFL Championship Sæsonens hold: 1 (2020-21)
- PFA EFL Championship Årets hold: 1 (2020-21)
- PFA EFL League One Årets hold: 1 (2019-20)
- EFL League One Årets spiller: 1 (2019-20)